# Georges Cadoudal

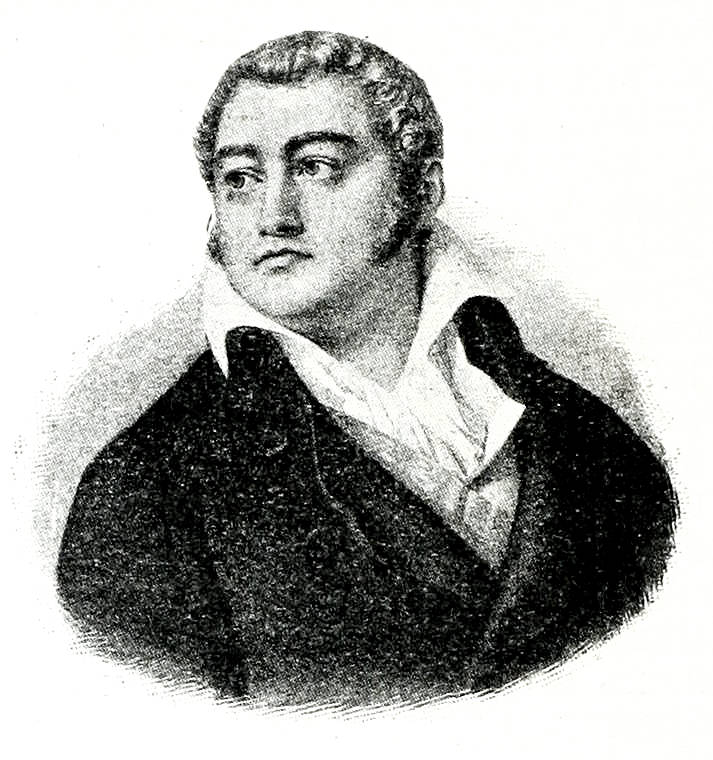
Georges Cadoudal

Georges Cadoudal, häufig auch einfach Georges genannt (* 1. Januar 1771 in Brech bei Auray, Département Morbihan; † 25. Juni 1804 in Paris, hingerichtet), war ein französischer General und Anführer der Chouans im französischen Revolutionskrieg.

## Leben
Cadoudal – Sohn eines Müllers – studierte in Vannes. Er schloss sich 1793 der Erhebung der Royalisten in der Vendée und in der Bretagne an und wurde Anführer der Chouans.
1794 wurde Cadoudal zwar gefangen, entkam aber und schwang sich nach der missglückten Landung auf Quiberon zum Chef der Insurrektion in der Niederbretagne empor. Nachdem er sich 1796 scheinbar unterworfen hatte, fachte er 1799 den Aufstand in der Bretagne aufs Neue an. Erst als sich nach den Niederlagen der Insurgenten bei Grandchamp und Elven (Januar 1800) fast sämtliche Anführer der Chouans unterworfen hatten, schloss auch Cadoudal am 9. Februar einen Vertrag mit General Brune und entließ seine Truppen.
Man versuchte, ihn in Paris für die Republik zu gewinnen, aber er begab sich nach London, wo er vom Grafen von Artois zum Lieutenant-général ernannt wurde. Er kam dann mehrmals insgeheim nach Frankreich, um für die royalistische Sache zu wirken; die Anklage aber, dass er bei der Verschwörung der Höllenmaschine (machine infernale) 1800 beteiligt gewesen sei, wies er zurück; dagegen landete er am 21. August 1803 mit Pichegru und anderen Parteigängern unweit des Städtchens Biville-sur-Mer an der Küste der Normandie in der Absicht, ein Attentat auf den Ersten Konsul Napoléon Bonaparte auszuführen. Sie gelangten in Verkleidung bis nach Paris.
Die Verschwörung wurde aber entdeckt und Pichegru am 28. Februar verhaftet. Die Suche nach Cadoudal führte dann dazu, dass der Anführer am 9. März 1804 verhaftet wurde. Im Kriminalprozess eines Mordanschlags auf den Ersten Konsul für schuldig befunden, wurden er und seine Mitverschworenen am 10. Juni 1804 zum Tod verurteilt und am 25. Juni durch die Guillotine hingerichtet. Seine letzten Worte waren „Vive le roi!“ – Es lebe der König!
Nach der Restauration wurde die Familie Cadoudals geadelt und Georges postum zum Marschall von Frankreich ernannt.